# District de Gaogang
Le district de Gaogang (高港区 ; pinyin : Gāogǎng Qū) est une subdivision administrative de la province du Jiangsu en Chine. Il est placé sous la juridiction de la ville-préfecture de Taizhou.